# Prsnopodjezični mišić
Prsnopodjezični mišić (lat. musculus sternohyoideus) je paran mišić prednje strane vrata. Mišić je tanak i plosnat, a inerviraju ga ogranci vratne petlje ˙(lat. ansa cerviaclis).

## Polazište i hvatište
Mišić polazi sa stražnje strane medijalnog dijela ključne kosti, sa stražnjeg dijela zglobne čahura sternoklavikularnog zgloba i stražnjeg dijela drška (lat. manubrium) prsne kosti.
Mišićne niti idu prema gore i hvataju se na donji rub jezične kosti. 